# Ilkka Herola
Ilkka Herola (* 22. Juni 1995 in Siilinjärvi) ist ein finnischer Nordischer Kombinierer.

## Werdegang
Herola gewann bei den Olympischen Jugend-Winterspielen 2012 in Innsbruck im Gundersen-Wettkampf und bei den Nordischen Junioren-Skiweltmeisterschaften 2012 im türkischen Erzurum im Gundersen-Wettkampf mit 5-km-Lauf jeweils die Silbermedaille. Wenig später – am 3. März 2012 – hatte er in Lahti seinen ersten Einsatz im Weltcup, wo er mit Rang 47 die Punkteränge verfehlte. Seit der Saison 2012/13 ist er regelmäßiges Mitglied der finnischen Weltcup-Mannschaft. Die ersten Weltcuppunkte gewann Herola am 1. Dezember 2012 mit Rang 22 im Gundersen-Wettkampf in Kuusamo, was gemeinsam mit dem ebenfalls 22. Platz im März 2013 in Lahti auch sein bestes Saisonergebnis im Einzel bedeutete. Bei den Nordischen Junioren-Skiweltmeisterschaften 2013 im Januar in Liberec verpasste Herola in beiden Einzel-Wettbewerben mit Rang vier das Podium jeweils um einen Platz. Im Februar 2013 war er zudem Mitglied der finnischen Mannschaft bei den Nordischen Skiweltmeisterschaften 2013 in Val di Fiemme. Dort erreichte Herola die Ränge 22 und 27 in den Einzel-Wettbewerben und wurde Achter mit der Staffel und Elfter im Teamsprint. In der Saison 2013/14 gelang ihm am 17. Januar 2014 in Seefeld mit Platz zehn im Gundersen-Wettbewerb zum ersten Mal in seiner Weltcupkarriere ein Top-Ten-Resultat im Einzel. Zwei Wochen später gewann er bei den Nordischen Junioren-Skiweltmeisterschaften 2014 wie schon 2012 eine Silbermedaille; diesmal im Gundersen-Wettkampf mit 10-km-Langlauf. Herola nahm im Februar 2014 auch an den Einzelwettkämpfen der Olympischen Winterspiele in Sotschi teil und belegte dabei Platz 16 im Gundersen-Wettkampf von der Normalschanze und Rang 14 von der Großschanze. Die Saison schloss Herola auf Platz 22 der Weltcup-Gesamtwertung ab.
In der Saison 2014/15 nahm er an den Nordischen Skiweltmeisterschaften 2015 im schwedischen Falun teil und belegte die Ränge 23 (Gundersen Normalschanze), 9 (Team), 16 (Gundersen Großschanze) und 4 im Team-Sprint mit Jim Härtull. Die Saison schloss Herola auf Rang 17 der Gesamtwertung ab.
Im August und September 2015 verbesserte Herola sein bestes Gesamtergebnis im Sommer Grand Prix auf den 8. Rang.
Der erste Sieg in einem Einzelwettkampf im Continental-Cup gelang ihm im Januar 2016 im finnischen Ruka über 10 km Gundersen; ein Erfolg, den er am folgenden Tag über dieselbe Strecke wiederholen konnte. Im ersten Gundersen-Einzelwettkampf der Weltcup-Saison 2015/16 im norwegischen Lillehammer konnte Herola mit Rang 3 seinen ersten Podestplatz im Weltcup erzielen. Die beiden Siege im Continental-Cup und der dritte Platz im ersten Weltcupbewerb sicherten ihm fortan an einen Stammplatz im Weltcup und in der Schlussabrechnung der Saison 2015/16 belegte er einen respektablen zehnten Gesamtrang. Am 2. April 2016 errang Ilkka zum vierten Mal in Folge den nationalen finnischen Meistertitel im Winter.
In der Weltcup-Saison 2016/17 erreichte Herola zwar nie das Podest, konnte allerdings mit konstant guten Leistungen den siebten Platz in der Gesamtwertung belegen. Bei den Weltmeisterschaften 2017 im heimischen Lahti wurde er im Teamsprint mit Eero Hirvonen Siebter, im Team gemeinsam mit Leevi Mutru, Hirvonen und Hannu Manninen Fünfter. Bei den Einzelwettkämpfen belegte Herola den zwölften Platz von der Normalschanze sowie den 17. Rang von der Großschanze. Im Sommer 2017 platzierte er sich in Tschagguns erstmals bei einem Wettbewerb des Grand Prix auf dem Podest. Diese Leistung konnte er im Januar 2018 auch im Weltcup bestätigen, als er am Wochenende in Chaux-Neuve sowohl im Einzel als auch im Team Dritter wurde. Bei den Olympischen Spielen 2018 erzielte Herola sein bestes Einzelresultat mit dem achten Rang von der Normalschanze und wurde zudem acht Tage später Sechster mit dem Team von der Großschanze.
Beim Grand Prix 2018 gewann Herola in Villach erstmals einen Wettkampf im Sommer. Die Gesamtwertung des Grand Prix schloss er auf dem zweiten Platz hinter Mario Seidl ab. In der Weltcup-Saison 2018/19 musste Herola zunächst mit seiner Form kämpfen, sodass vor allem seine Sprungleistung bessere Platzierungen verhinderte. Zum Ende der Saison konnte er sich deutlich steigern und erreichte in Klingenthal mit dem zweiten Platz sein bis dato bestes Weltcupresultat, das er Anfang März in Oslo wiederholen sollte. Am 9. Februar 2019 gewann er im Teamsprint in Lahti gemeinsam mit Eero Hirvonen erstmals einen Weltcupwettbewerb. Bei den Weltmeisterschaften 2019 belegte Herola sowohl im Einzel als auch mit der Staffel den fünften Platz von der Normalschanze. Beim Gundersen-Wettbewerb von der Großschanze reihte er sich als Elfter ein und konnte auch mit Erreichen des siebten Platzes im Teamsprint mit Hirvonen die Leistungen aus Lahti nicht bestätigen.
Seit der Saison 2017/18 stellt die FIS neben der Gesamtweltcupwertung auch ein Ranking der besten Läufer und Springer auf, woran der Langlauf als Herolas Paradedisziplin klar zu erkennen ist. Während er 2017/18 zweitbester sowie ein Jahr später drittbester Läufer war, belegte er in der Sprungwertung in beiden Saisons lediglich den 30. Platz. In den beiden darauffolgenden Wintern 2019/20 und 2020/21 gewann er die Laufwertung.

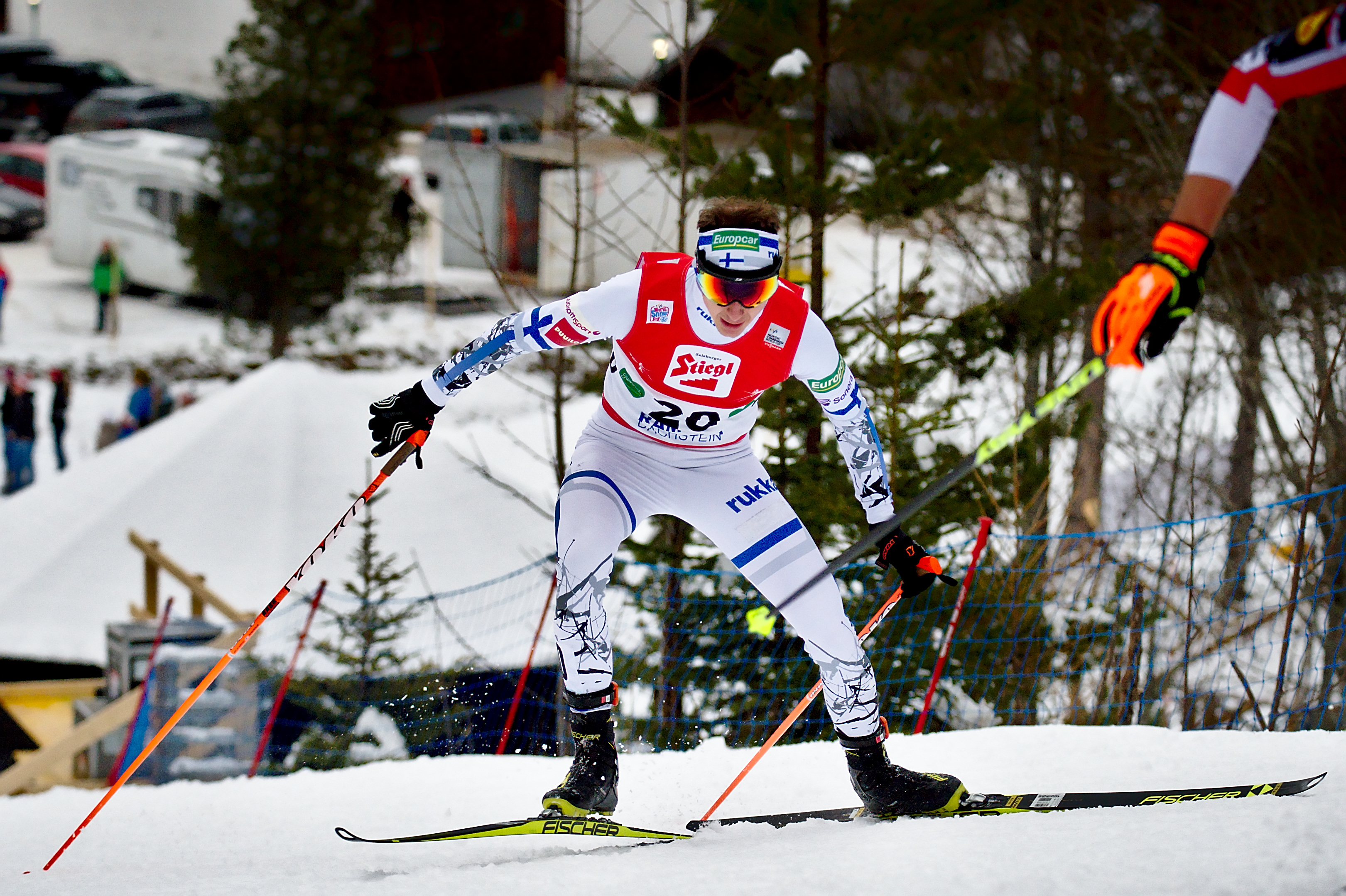
Ilkka Herola in Ramsau 2016
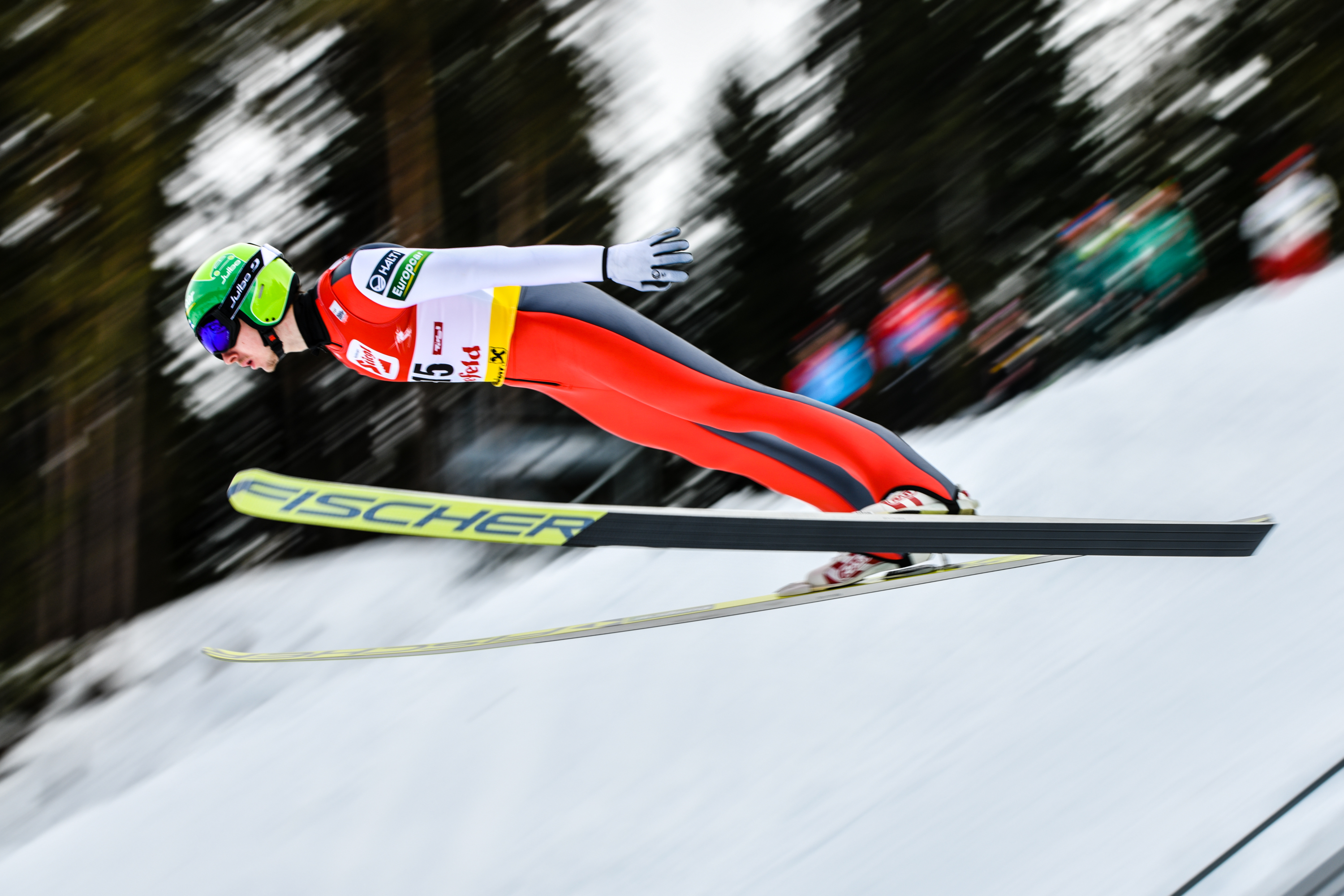
Ilkka Herola am dritten Tag des Seefeld-Triples 2018 am 28. Januar

## Erfolge

### Weltcupsiege im Einzel
| Nr. | Datum         | Ort  | Disziplin           |
| --- | ------------- | ---- | ------------------- |
| 1.  | 16. März 2025 | Oslo | Compact Großschanze |

### Weltcupsiege im Team
| Nr. | Datum           | Ort   | Disziplin                |
| --- | --------------- | ----- | ------------------------ |
| 1.  | 9. Februar 2019 | Lahti | Teamsprint Großschanze 1 |

### Grand-Prix-Siege im Einzel

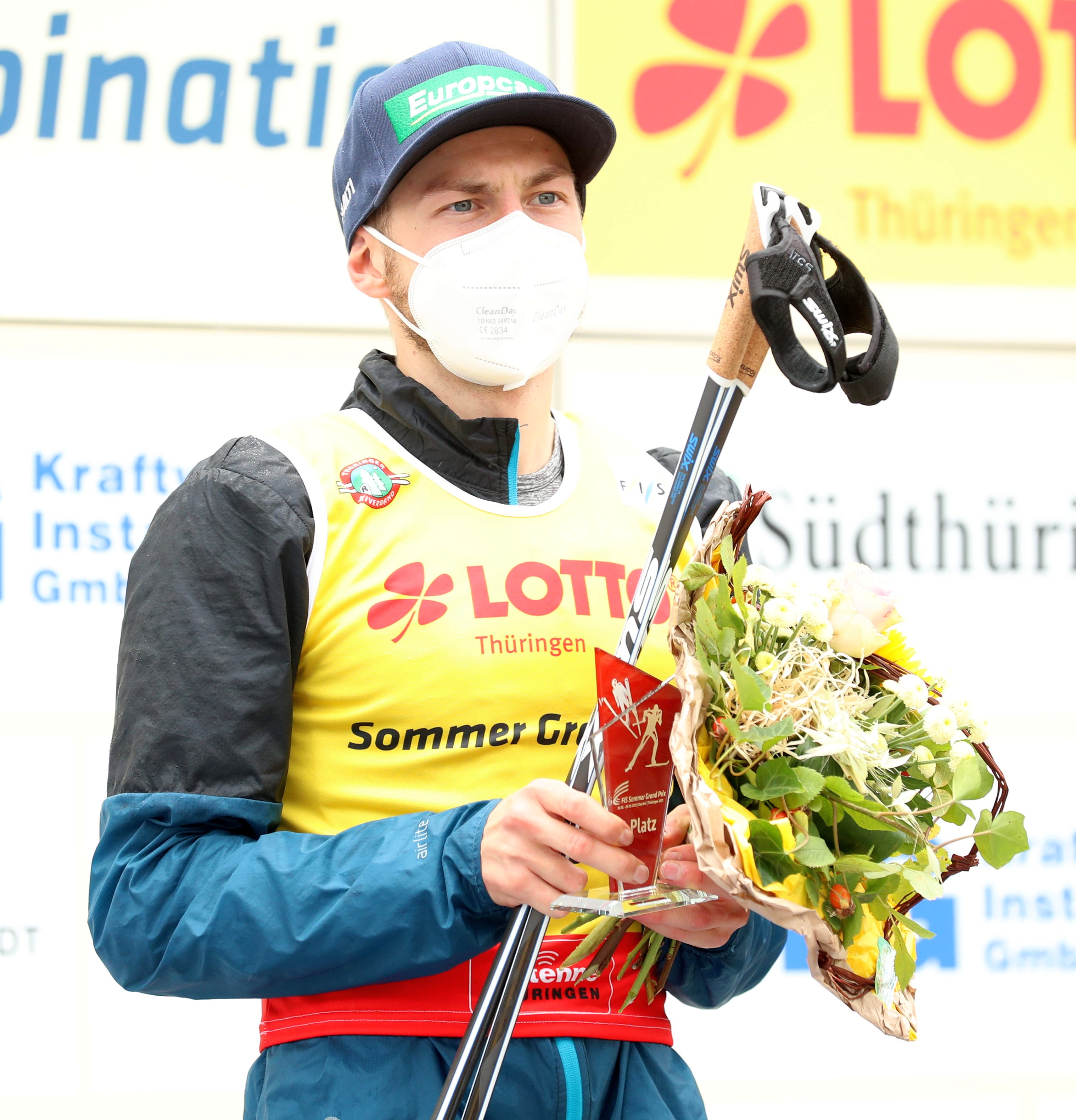
Siegerehrung beim FIS Sommer Grand Prix 2021 (1. Platz) in Oberhof

| Nr. | Datum             | Ort            | Typ                     |
| --- | ----------------- | -------------- | ----------------------- |
| 1.  | 22. August 2018   | Villach        | Gundersen Normalschanze |
| 2.  | 28. August 2021   | Oberhof        | Gundersen Großschanze   |
| 3.  | 4. September 2021 | Villach        | Gundersen Normalschanze |
| 4.  | 28. August 2022   | Oberwiesenthal | Gundersen Normalschanze |

### Continental-Cup-Siege im Einzel
| Nr. | Datum           | Ort  | Disziplin             |
| --- | --------------- | ---- | --------------------- |
| 1.  | 15. Januar 2016 | Ruka | Gundersen Großschanze |
| 2.  | 16. Januar 2016 | Ruka | Gundersen Großschanze |

## Statistik

### Platzierungen bei Olympischen Winterspielen
| Jahr und Ort     | Wettbewerb   | Wettbewerb   | Wettbewerb |
| Jahr und Ort     | Gundersen NS | Gundersen GS | Team       |
| ---------------- | ------------ | ------------ | ---------- |
| 2014 Sotschi     | 16.          | 14.          | —          |
| 2018 Pyeongchang | 08.          | 18.          | 06.        |
| 2022 Peking      | 06.          | 16.          | 08.        |

### Platzierungen bei Weltmeisterschaften
| Jahr und Ort        | Wettbewerb | Wettbewerb   | Wettbewerb | Wettbewerb | Wettbewerb |
| Jahr und Ort        | Einzel NS  | Gundersen GS | Team       | Teamsprint | Mixed-Team |
| ------------------- | ---------- | ------------ | ---------- | ---------- | ---------- |
| 2013 Val die Fiemme | 27.        | 22.          | 08.        | 11.        | —          |
| 2015 Falun          | 23.        | 16.          | 09.        | 04.        | —          |
| 2017 Lahti          | 12.        | 17.          | 05.        | 07.        | —          |
| 2019 Seefeld        | 05.        | 11.          | 05.        | 07.        | —          |
| 2021 Oberstdorf     | 02.        | 06.          | 05.        | 05.        | —          |
| 2023 Planica        | 18.        | 09.          | 05.        | —          | 06.        |
| 2025 Trondheim      | 12.        | 05.          | 04.        | —          | 05.        |

### Weltcup-Platzierungen
| Saison  | Platz | Punkte |
| ------- | ----- | ------ |
| 2012/13 | 40.   | 041    |
| 2013/14 | 22.   | 228    |
| 2014/15 | 17.   | 227    |
| 2015/16 | 10.   | 473    |
| 2016/17 | 07.   | 475    |
| 2017/18 | 10.   | 500    |
| 2018/19 | 11.   | 481    |
| 2019/20 | 08.   | 564    |
| 2020/21 | 07.   | 594    |
| 2021/22 | 09.   | 530    |
| 2022/23 | 09.   | 583    |
| 2023/24 | 13.   | 745    |

### Grand-Prix-Platzierungen
| Saison | Platz | Punkte |
| ------ | ----- | ------ |
| 2012   | 53.   | 012    |
| 2013   | 10.   | 106    |
| 2014   | 11.   | 087    |
| 2015   | 08.   | 116    |
| 2016   | 38.   | 012    |
| 2017   | 09.   | 135    |
| 2018   | 02.   | 323    |
| 2019   | 13.   | 116    |
| 2021   | 01.   | 400    |
| 2022   | 01.   | 241    |
| 2023   | 13.   | 136    |
| 2024   | 27.   | 043    |

### Continental-Cup-Platzierungen
| Saison  | Platz | Punkte |
| ------- | ----- | ------ |
| 2011/12 | 63.   | 042    |
| 2015/16 | 12.   | 280    |

## Sonstiges
Herolas Bruder Matti ist ebenso Nordischer Kombinierer.
Im Frühjahr 2015 erhielt Herola einen Schulabschluss vom Kuopion klassillinen lukio.
Im April 2015 begann er seinen Grundwehrdienst als Leistungssportler in der Kainuun Prikaati.